# Suela Konjari
Suela Konjari (ur. 4 listopada 1963 w Tiranie) – albańska aktorka.

## Życiorys
W 1987 ukończyła studia na wydziale aktorskim Instytutu Sztuk w Tiranie. Trzy lata później rozpoczęła pracę w Teatrze Ludowym (alb. Teatri Popullor). Na scenie narodowej zadebiutowała w roli Nory, w dramacie Księżycowa noc Edmonda Budiny.
Na dużym ekranie zadebiutowała w 1985 jeszcze jako studentka w filmie fabularnym Në prag të jetës. Potem zagrała jeszcze w pięciu filmach fabularnych. Aktualnie pełni funkcję dyrektorki Centrum Kulturalnego „Tirana” (Teatri i Metropolit). W 2015 wystąpiła w albańskiej wersji programu Dancing with the Stars. Jej partnerem był Erind Sallahi. Para zajęła 9 miejsce.
Jest siostrą śpiewaczki operowej Manjoli Konjari (mezzosopran).

## Role filmowe
- 1985: Në prag të jetës jako notariusz
- 1986: Kur hapen dyert e jetës jako Mira
- 1987: Binarët
- 1987: Zëvëndësi i grave jako Nedji
- 1988: Flutura në kabinën time jako nauczycielka Eva
- 1989: Historiani dhe kameleonët
- 1989: Lumi, që nuk shteron jako Donika
- 2005: Trapi i vjetër
- 2009: Para nga qielli